# ماساتو كاتاياما
ماساتو كاتاياما (باليابانية: 片山 真人) (19 أبريل 1984 في أوساكا في اليابان – )؛ هو لاعب كرة قدم ياباني سابق كان يلعب كمهاجم.

## وصلات خارجية
- ماساتو كاتاياما على موقع رابطة كرة القدم اليابانية للمحترفين (اليابانية)
- ماساتو كاتاياما على موقع قاعدة بيانات كرة القدم.إي يو (الإنجليزية)
- ماساتو كاتاياما على موقع Soccerway.com (الإنجليزية)